# Chloe McConville
Chloe McConville (Myrtleford (Victoria), 1 de octubre de 1987) es una ciclista profesional y exesquiadora australiana. Aunque con solo 15 años fue campeona de Australia de ciclismo de montaña se dedicó mayoritariamente al esquí con buenos puestos en ese deporte -11 podiums en carreras oficiales-, incluso acudió a un Mundial de categoría juvenil en 2006 y a la Universiada de 2007 aunque en ellas no destacó. En 2008 y sobre todo en 2009 regresó al ciclismo, donde progresivamente ha ido acumulando también buenos resultados, hasta que en 2012 abandonó definitivamente el esquí.
Tras acumular varias victorias en carreras ciclistas amateurs de Australia y ser 2.ª en el Campeonato de Australia Persecución por Equipos 2009 (de ciclismo en pista) y 3.ª en el Campeonato Oceánico en Ruta 2011, en 2012 consiguió entrar en la Selección de Australia pudiendo participar en carreras internacionales. Debido a su buena trayectoria y resultados -sin ninguna victoria pero con varios top-10 en carreras profesionales- en 2015, con 27 años, fichó por el Orica-AIS, el equipo profesional de su país. En ese mismo año de su debut corrió el Giro de Italia Femenino abandonando en la 6.ª etapa.

## Palmarés
2003 (como amateur)
- Campeonato de Australia de Ciclismo de Montaña

2009 (como amateur)
- 2.ª en el Campeonato de Australia Persecución por Equipos (formando equipo con Helen Kelly y Nicole Whitburn)

2011 (como amateur)
- 3.ª en el Campeonato Oceánico en Ruta

## Resultados en Grandes Vueltas y Campeonatos del Mundo
Durante su carrera deportiva ha conseguido los siguientes puestos en las Grandes Vueltas femeninas y en los Campeonatos del Mundo en carretera:
| Carrera         | 2015 | 2016 |
| --------------- | ---- | ---- |
| Giro de Italia  | Ab.  |      |
| Tour de l'Aude  | X    | X    |
| Grande Boucle   | X    | X    |
| Mundial en Ruta | -    |      |

-: no participa

Ab.: abandono

X: ediciones no celebradas

## Equipos
- Selección de Australia (amateur) (2012-2014)
- Orica-AIS (2015-2016)